# Muurikaisjärvi
Muurikaisjärvi är en sjö i kommunen Jyväskylä i landskapet Mellersta Finland i Finland. Sjön ligger 88,3 meter över havet. Den är 14 meter djup. Arean är 65 hektar och strandlinjen är 5,6 kilometer lång. Sjön  ingår i Kymmene älvs huvudavrinningsområde.   Den ligger omkring 11 kilometer öster om Jyväskylä och omkring 230 kilometer norr om Helsingfors. 